# Idioma tártaro
El tártaro (татар теле, татарча/tatar tele, tatarça) es una lengua túrquica, la lengua de los tártaros del Volga. Es la segunda lengua más hablada en la Federación de Rusia y la hablan más de seis millones de personas en Tartaristán, Baskortostán y otras regiones del país.
Es lengua cooficial junto con el ruso en Tartaristán, Baskortostán, Crimea y Sebastopol.

## Escritura
Los antepasados del pueblo tártaro usaron el alfabeto orjón. En el siglo X, empezó a usarse el alfabeto árabe. En 1927, fue adoptado el yanalif (en ruso: яналиф), un alfabeto basado en el latino, ya que por entonces las autoridades comunistas querían latinizar la escritura de todas las lenguas de la antigua URSS. Pero para 1939 este alfabeto fue sustituido por uno basado en el alfabeto cirílico.
El 15 de septiembre de 1999, una ley de Tartaristán reintrodujo el alfabeto basado en el latino, ahora denominado yanalif-2. Pero el 16 de noviembre de 2004, el Tribunal Constitucional de la Federación de Rusia derogó dicha ley por incompatibilidades con la Constitución de Rusia. Por tanto de iure el alfabeto del tártaro es el basado en el alfabeto cirílico, aunque muchas veces se usa de facto el alfabeto latinizado.
Cirílico (desde 1939):
| А а | Ә ә | Б б | В в | Г г | Д д | Е е | Ё ё |
| Ж ж | Җ җ | З з | И и | Й й | К к | Л л | М м |
| Н н | Ң ң | О о | Ө ө | П п | Р р | С с | Т т |
| У у | Ү ү | Ф ф | Х х | Һ һ | Ц ц | Ч ч | Ш ш |
| Щ щ | Ъ ъ | Ы ы | Ь ь | Э э | Ю ю | Я я |     |

Latino:
| A a | Ä ä | B b | C c | Ç ç | D d | E e | F f |
| G g | Ğ ğ | H h | I ı | İ i | J j | K k | Q q |
| L l | M m | N n | Ñ ñ | O o | Ö ö | P p | R r |
| S s | Ş ş | T t | U u | Ü ü | V v | W w | X x |
| Y y | Z z | '   |     |     |     |     |     |

## Clasificación
El tártaro es una lengua túrquica. Otros europeos (véase tártaro de Crimea y lenguas del Cáucaso) y tártaros de Siberia occidental hablan lenguas similares al tártaro de Kazán, pero no necesariamente son inteligibles entre sí.
La contribución significativa al estudio de la lengua tártara y sus dialectos hizo mundialmente famoso lingüista Gabduljái Ajátov.

## Distribución geográfica
El tártaro se habla en diversas partes de Europa: Rusia, Ucrania, así como de Asia Central, Asia Menor (como Turquía) y zonas de la República Popular China.
El tártaro de Kazán es también la lengua nativa de 400.000 baskires, especialmente los que viven en Ufá, y de varios miles de habitantes de Mari. El grupo étnico de los qaratay, de Mordovia, también habla el tártaro. El tártaro es la lengua de comunicación interétnica entre tártaros, baskires, chuvasios, kazajos, maris, mordvinos, y udmurtos, además del ruso.

## Ejemplo
Ejemplo de tártaro con traducción al español:
Sin bulsa idem, xäzer TV qarap tormas idem.
Si yo fuera tú, ahora mismo dejaría de ver la televisión.

## Frases comunes en tártaro
- äye — sí
- yuq — no
- isänme(sez)/sawmı(sız) — como esta(s)
- sälâm — hola (más informal)
- saw bul(ığız)/xuş(ığız) — adiós
- zínhar öçen — por favor
- min — yo
- sin — tú
- ul — él / ella / ello
- bez — nosotros
- sez — vosotros
- alar — ellos
- millät — nación